# Tenuipalpus pernicis
Tenuipalpus pernicis är en spindeldjursart som beskrevs av Chaudhri, Akbar och Rasool 1974. Tenuipalpus pernicis ingår i släktet Tenuipalpus och familjen Tenuipalpidae. Inga underarter finns listade i Catalogue of Life.